# Lin Chung-wei
Lin Chung-wei (* 3. Februar 2004) ist ein taiwanischer Hürdenläufer, der sich auf die 400-Meter-Distanz spezialisiert hat.

## Sportliche Laufbahn
Erste internationale Erfahrungen sammelte Lin Chung-wei im Jahr 2022, als er bei den U20-Weltmeisterschaften in Cali mit 52,64 s in der ersten Runde über 400 m Hürden ausschied. Im Jahr darauf gewann er bei den U20-Asienmeisterschaften in Yecheon in 50,16 s die Bronzemedaille, ehe er bei den Asienspielen in Hangzhou mit der taiwanischen 4-mal-400-Meter-Staffel im Vorlauf disqualifiziert wurde. 2025 gewann er dann bei den Asienmeisterschaften in Gumi in 49,73 s die Bronzemedaille über 400 m Hürden hinter den Katarern Abderrahman Samba und Bassem Hemeida. Anschließend schied er bei den World University Games in Bochum mit 49,97 s im Halbfinale aus.

## Persönliche Bestleistungen
- 400 Meter: 47,88 s, 19. April 2021 in Yunlin
- 400 Meter Hürden: 49,00 s, 8. Juni 2025 in Taipeh